# Jean Joseph Campaignac
 (mars 2025).
Jean Joseph Victor Campaignac est un homme politique français né le 8 avril 1751 à Bordeaux (Gironde) et mort à une date inconnue.

## Biographie
Négociant et conseiller consulaire à Bordeaux, il est commissaire du gouvernement près l'administration municipale, puis conseiller de préfecture sous le Premier Empire. Il est député de la Gironde en 1815, pendant les Cent-Jours.

### Sources
- « Jean Joseph Campaignac », dans Adolphe Robert et Gaston Cougny, Dictionnaire des parlementaires français, Edgar Bourloton, 1889-1891 [détail de l’édition]